# Wang Guangmei
Wang Guangmei född 26 september 1921 i Peking, död 13 oktober 2006 i Peking, var en kinesisk politiker, mest känd som den kinesiske presidenten Liu Shaoqis sjätte och sista hustru och som sådan formellt Folkrepubliken Kinas ”första dam” mellan 1959 och 1968. 
Wang Guangmei föddes i en rik företagarsläkt i Tianjin som skickade henne på Fu Jen katolska universitet där hon bl.a. lärde sig franska, ryska och engelska. Hon arbetade som tolk under de av USA sponsrade medlingsförsöken mellan Mao Zedongs kommunistparti å ena sidan och Chiang Kai-sheks nationalister å den andra efter slutet på andra världskriget och lärde vid denna tid känna Liu Shaoqi med vilken hon gifte sig 1948. Under 1950-talet var hon inte politiskt aktiv.
Wang Guangmei började figurera i media och kinesiska journalfilmer när hon 1963 följde med sin man på ett uppmärksammat statsbesök i Indonesien. Året därpå tillbringade hon anonymt (under pseudonymen Dong Pu [董朴]) ett antal månader på en lantlig produktionsbrigad i Hebeiprovinsen där hon deltog i den s.k. socialistiska upplysningskampanjen. Hennes 198 sidor långa rapport om denna upplevelse cirkulerades den 1 september 1964 inom kommunistpartiet som ett modelldokument av vilket partimedlemmar förväntades lära sig det korrekta sättet att leda en klasskamp i lantlig miljö och förhindra s.k. revisionism. 
Snart efter det att kulturrevolutionen inletts 1966 omvärderades hon, hennes man och den politik de sades representera helt, och hon fängslades själv anklagad för att vara en revisionist. Wang släpptes ur fängelse i början på 1979 och höll under 1980-talet en relativt låg profil inom den kinesiska politiken, även om hon formellt sett under denna tid var en ledande medlem av bl.a. det stående utskottet i Kinesiska folkets politiskt rådgivande konferens. Hon opererades första gången för cancer kring år 2000 och dog 2006. 
I en dramatisering av Wang Guangmeis upplevelser under den tidiga kulturrevolutionen producerad av brittiska Granada Television under namnet ”Subject of Struggle” (1972) spelas rollen som Wang Guangmei av skådespelerskan Tsai Chin.